# Faedo
Faedo là một đô thị ở tỉnh Trento ở vùng Trentino-Alto Adige/Südtirol của Ý, tọa lạc cách 15 km về phía bắc của Trento. Tại thời điểm ngày 31 tháng 12 năm 2004, đô thị này có dân số 566 người và diện tích là 10,6 km².
Faedo giáp các đô thị: Mezzocorona, Giovo và San Michele all'Adige.